# モハマド・ワシーム
モハマド・ワシーム（Muhammad Waseem、1987年8月29日 - ）は、パキスタンのプロボクサー。バローチスターン州クエッタ出身。

## 来歴
2015年6月、大韓民国のAK・プロモーションと契約を交わし同年10月4日に仁川広域市で李敏旭と韓国バンタム級王座決定戦でプロデビュー。
2016年7月17日、ソウル特別市のミレミアム・ヒルトン・ソウルでジェサー・オリヴァーとWBC世界フライ級シルバー王座決定戦を行い、12回3-0（2者が120-108、119-109）の判定勝ちを収め王座を獲得した。
2016年11月27日、ソウル特別市でジーメル・マグラモと対戦し、12回3-0（2者が114-113、117-110）の判定勝ちを収め初防衛に成功した。
2018年7月15日、クアラルンプールのプトラ・インドア・スタジアムでモルティ・ムザラネとドニー・ニエテスの王座返上に伴うIBF世界フライ級王座決定戦を行い、12回0-3（2者が113-114、110-116）の判定負けを喫し王座を獲得出来なかった。
2019年1月28日、MTKグローバルと契約しAK・プロモーションから離脱した。
2019年11月22日、ドバイのシーザース・パレスで元WBC世界ライトフライ級王者のガニガン・ロペスと対戦し、8回3-0（2者が77-75、80-73）の判定勝ちを収めた。
2021年11月10日、リチャード・シェーファーが新しく立ち上げたプロベラムと契約した。
2021年11月26日、ドバイのシーザース・パレスでロベルト・バレラとWBC世界フライ級シルバー王座決定戦を行い、12回3-0（115-114、117-111、115-113）の判定勝ちを収め5年振りに王座に返り咲いた。尚WBA世界フライ級挑戦者決定戦も兼ねていた為アルテム・ダラキアンへの挑戦権を獲得した。

## 戦績
- プロボクシング：13戦12勝 (8KO) 1敗

| 戦           | 日付           | 勝敗 | 時間    | 内容    | 対戦相手               | 国籍             | 備考                                                          |
| ------------ | -------------- | ---- | ------- | ------- | ---------------------- | ---------------- | ------------------------------------------------------------- |
| 1            | 2015年10月4日  | 勝利 | 9R 1:37 | TKO     | 李敏旭                 | 韓国             | プロデビュー戦 韓国バンタム級王座決定戦                       |
| 2            | 2015年12月5日  | 勝利 | 3R 1:15 | KO      | スーパーヤント・ドグロ | インドネシア     |                                                               |
| 3            | 2016年3月19日  | 勝利 | 6R 2:10 | TKO     | ジョン・バジャラ       | インドネシア     |                                                               |
| 4            | 2016年7月19日  | 勝利 | 12R     | 判定3-0 | ジェサー・オリヴァー   | フィリピン       | WBC世界フライ級シルバー王座決定戦                             |
| 5            | 2016年11月27日 | 勝利 | 12R     | 判定3-0 | ジーメル・マグラモ     | フィリピン       | WBCシルバー防衛1                                              |
| 6            | 2017年7月5日   | 勝利 | 2R 2:24 | KO      | エリエセール・バルデス | パナマ           |                                                               |
| 7            | 2017年7月29日  | 勝利 | 3R 0:59 | KO      | イヴァン・テレホス     | パナマ           |                                                               |
| 8            | 2017年9月30日  | 勝利 | 1R 1:57 | TKO     | ホセ・ルイス           | パナマ           |                                                               |
| 9            | 2018年7月15日  | 敗北 | 12R     | 判定0-3 | モルティ・ムザラネ     | 南アフリカ共和国 | IBF世界フライ級王座決定戦                                     |
| 10           | 2019年9月13日  | 勝利 | 1R 1:02 | KO      | コンラド・タナモル     | フィリピン       |                                                               |
| 11           | 2019年11月22日 | 勝利 | 8R      | 判定3-0 | ガニガン・ロペス       | メキシコ         |                                                               |
| 12           | 2020年12月19日 | 勝利 | 8R 1:49 | TKO     | ジェニー・ボーイ       | フィリピン       |                                                               |
| 13           | 2021年11月26日 | 勝利 | 12R     | 判定3-0 | ロベルト・バレラ       | コロンビア       | WBC世界フライ級シルバー王座決定戦 WBA世界フライ級挑戦者決定戦 |
| 14           | 2022年3月19日  | -    | -       | -       | サニー・エドワーズ     | イギリス         | IBF世界フライ級タイトルマッチ                                 |
| テンプレート |                |      |         |         |                        |                  |                                                               |

## 獲得タイトル
- 韓国バンタム級王座
- WBC世界フライ級シルバー王座